# August Manns
August Friedrich Manns (Stolec, Polonia; 12 de marzo de 1825-Londres, 1 de marzo de 1907) fue un director de orquesta nacido en Alemania, que hizo su carrera en Inglaterra. Después de servir como director de banda militar en Alemania, se trasladó a Inglaterra y pronto se convirtió en director de música en The Crystal Palace de Londres. Incrementó la banda residente a una orquesta sinfónica completa y en más de cuarenta años llevó a cabo conciertos a precios populares. Introdujo una amplia gama de música en la ciudad, incluyendo muchas obras de jóvenes compositores británicos, así como obras de maestros alemanes hasta ese momento desatendidos en Inglaterra. Entre sus protegidos británicos estaban Arthur Sullivan, Charles Villiers Stanford, Hubert Parry, Hamish MacCunn, Edward Elgar y Edward German.
Manns interpretó las obras de más de 300 compositores y se calcula que dio más de 12.000 conciertos durante su estancia en The Crystal Palace, entre 1855 y 1901. Se convirtió en ciudadano británico en 1894 y fue nombrado caballero en 1903.

## Biografía

### Infancia y juventud
August Manns nació el 12 de marzo de 1825 en Stolzenberg, Prusia (hoy Biskupia Górka, parte de la ciudad de Gdansk, en Polonia). Su padre era un soplador de vidrio, con, como Manns recordó, «una libra por semana y diez hijos», de los que August fue el quinto. La familia era aficionada a la música y el joven August aprendió a tocar la flauta en el informal conjunto familiar. A la edad de diez años, August tomó temporalmente el lugar de uno de sus hermanos en la fábrica, pero no tenía vocación por el trabajo de soplador de vidrio. Su padre consideró brevemente que August podría ser educado para una carrera como maestro de escuela, pero prevaleció la predisposición de joven por la música. A la edad de doce años, fue enviado a una escuela, a cargo de su tío, en un pueblo vecino. Allí fue formado para tocar la flauta, el clarinete y el violín. A los quince años, entró como aprendiz durante tres años con Urban, el músico de la ciudad de Elblag, con quien Manns aprendió a sacar el mejor partido a los limitados recursos orquestales, con la transposición y cambio de partes instrumentales cuando era necesario. En su tercer año, Manns tocó el violín por primera vez en la banda de cuerdas, fue primer clarinete de la banda municipal de viento de Urban y fue seleccionado por este para recibir clases especiales en armonía y composición.

### Inicios de su carrera musical

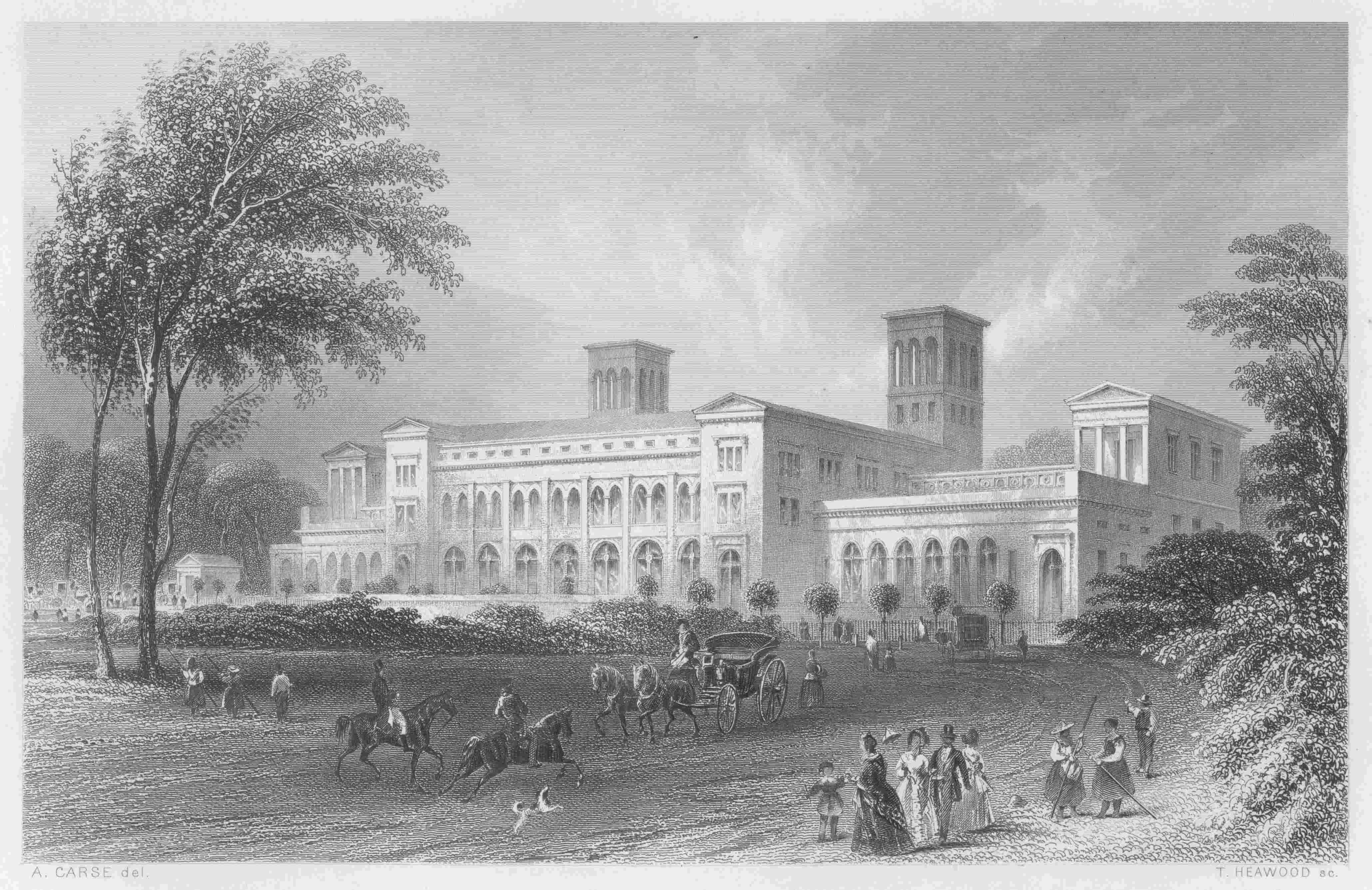
Manns ocupó el cargo de director de orquesta y violinista solista en la Ópera Kroll de Berlín desde 1849 hasta 1851.

Cuando Manns se acercaba a la edad de reclutamiento militar, evitó el servicio activo al presentarse voluntario como miembro de una banda de infantería establecida en Danzig, con la que tocaba el clarinete. Al mismo tiempo, tocaba el violín en el teatro, en conciertos, y para ballet. En 1848, Joseph Gungl descubrió su talento lo invitó a unirse a su orquesta en Berlín, donde tocó el papel de primer violín. Posteriormente, fue nombrado director de orquesta y violinista solista en la Ópera Kroll de Berlín, cargo que ocupó desde 1849 hasta 1851, cuando el lugar fue destruido por un incendio. A las pocas semanas fue reclutado por el coronel Albrecht Graf von Roon como director de la banda de su regimiento. Manns reemplazó a una docena de malos intérpretes, hizo nuevos arreglos de obras clásicas, incluyendo oberturas y sinfonías de Beethoven para banda de viento y formó una banda de cuerdas. Renunció al cargo en 1854, cuando un joven oficial le reprendió por permitir que sus músicos aparecieran en un desfile con los botones pulidos de forma inadecuada.
En el mismo año, Henry Schallehn, que había formado recientemente una banda militar en The Crystal Palace en las afueras de Londres, contrató a Manns como clarinetista y subdirector de orquesta. A los pocos meses se produjo una ruptura entre los dos, cuando Schallehn hizo pasar una composición de Manns como propia; tras las protestas de Manns, Schallehn lo despidió. Manns entonces se ganaba la vida enseñando el violín en las provincias británicas y tocaba en la orquesta de la ópera en Edimburgo.

### The Crystal Palace

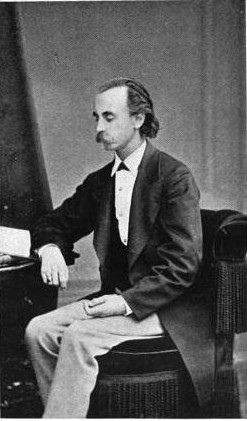
August Manns a los 43 años.

En 1855, invitaron a Manns a realizar una temporada de conciertos de verano en Ámsterdam, tras lo cual regresó a Inglaterra para hacerse cargo de The Crystal Palace, ya que los gestores, dirigido por George Grove (más tarde conocido como el editor del Grove Dictionary of Music and Musicians), habían despedido a Schallehn por su trabajo insatisfactorio. The Musical World escribió:

The change will, we trust, lead to some necessary improvements in the band. Herr Manns has a capital opportunity of distinguishing himself. His resources are sufficient to constitute one of the finest bands in the kingdom, and we shall be glad to find the Crystal Palace orchestra achieve such a reputation under his conductorship. ... Herr Manns is too intelligent a musician not to appreciate the nature of his resources and the requirements of his public. It may be safely predicted, that the music at the Crystal Palace will be one of its principal attractions within a short time after the instalment of the new director.
Confiamos en que el cambio de voluntad de lugar a algunas mejoras necesarias en la banda. Herr Manns tiene una oportunidad capital de distinguirse por sí mismo. Sus recursos son suficientes para constituir una de las mejores bandas en el reino y estaremos encantados de lograr que la orquesta de The Crystal Palace consiga tal reputación bajo su dirección musical. [...] Herr Manns es un músico demasiado inteligente para no apreciar la naturaleza de sus recursos y las necesidades de su público. Se puede predecir de forma segura, de que la música en The Crystal Palace será uno de sus principales atractivos dentro de un corto período de tiempo después de la llegada del nuevo director.

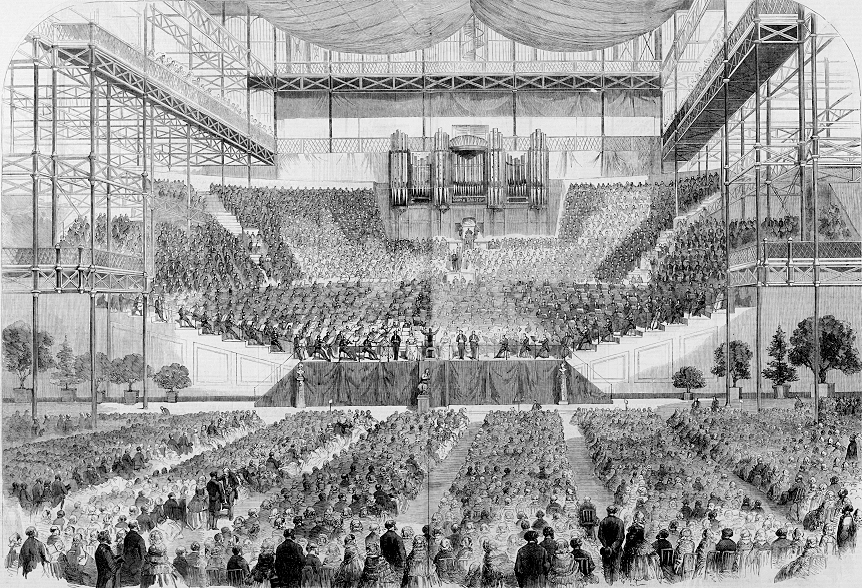
Sala de conciertos de The Crystal Palace en 1857.

El resto de su carrera se asocia casi exclusivamente con The Crystal Palace. Cuando asumió el cargo, la banda permanente era un conjunto de viento, con cuatro intérpretes de cuerda contratados especialmente, de la cual Manns improvisó una orquesta de treinta y cuatro artistas. Con el respaldo de Grove y los directores de The Crystal Palace, poco a poco amplió la banda hasta convertirla en una orquesta completa, por lo que añadieron una sala de conciertos en The Crystal Palace. En conjunto, Grove y Manns hicieron de los conciertos de The Crystal Palace la principal fuente de la música clásica a precios populares. La temporada de conciertos iba entre octubre y abril, con conciertos los sábados por la tarde entre 1855 y 1901.

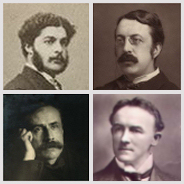
Manns defendió a cuatro compositores británicos. De izquierda a derecha y de arriba abajo: Sullivan, Stanford, Elgar y German.

A los pocos meses de su nombramiento, Manns realizó la primera presentación en Londres de la Cuarta Sinfonía de Schumann y el estreno británico de la Novena Sinfonía de Schubert. Sus conciertos destacaron la música de más de 300 compositores. Había más compositores austroalemanes (104) que los de cualquier otra nacionalidad, pero el número de compositores británicos (82) estaba en segundo lugar. Manns fue el primer director en presentar a Arthur Sullivan al público inglés, cuando dirigió La tempestad del joven compositor en abril de 1862. Manns presentó más tarde las primeras obras de Charles Villiers Stanford, Hubert Parry, Hamish MacCunn, Edward Elgar y Edward German. Treinta años después de que Manns presentara La tempestad, Sullivan le escribió: «¡Cuánto le debo a usted, mi querido y viejo amigo, por la mano amiga que me dio para montar el primer peldaño en la escalera! Yo siempre pienso en usted con gratitud y afecto». Entre los compositores contemporáneos continentales, Brahms (en 1863), Raff (en 1870) y Dvořák (en 1879) también se dieron a conocer en Inglaterra a través de los conciertos de Manns en The Crystal Palace.

### Dirección en otros lugares

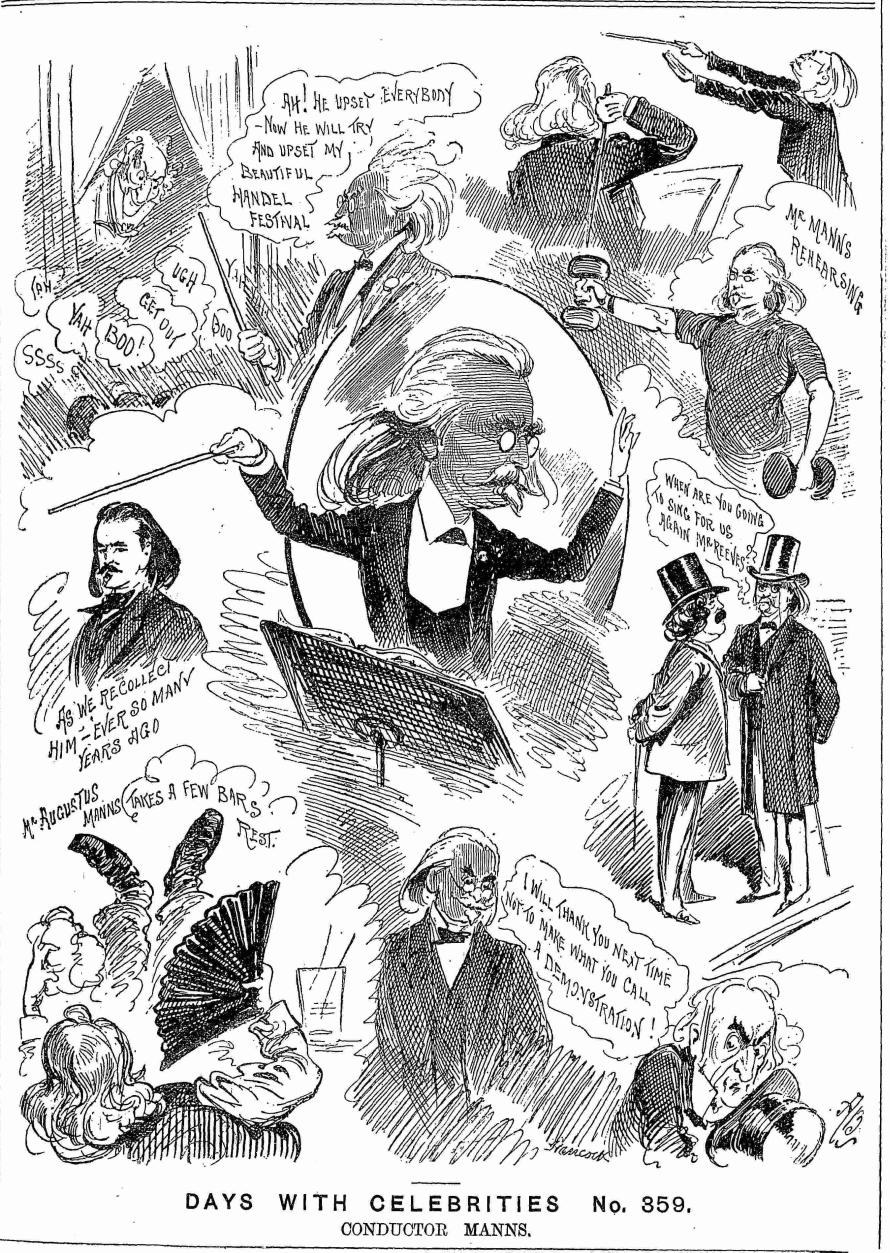
Caricatura de 1888 de August Manns.

Manns ocupó el cargo de director musical hasta su jubilación en 1901, aunque aceptó algunos compromisos fuera. En The Crystal Palace también dirigió los trienales Festivales Händel, a partir de 1883. Asumió la dirección del festival de 1883 en un plazo de unas horas, cuando el director establecido, Michael Costa se encontró indispuesto. Al principio, fue considerado como un director de menos éxito como director de coro que en el repertorio orquestal; la sensación su era que se trataba de un excéntrico y enigmático para los no iniciados. Sin embargo, fue invitado a dirigir todos los festivales posteriores hasta el de 1900, éste incluido. Dirigió los conciertos de la orquesta de la Glasgow Choral Union durante trece temporadas consecutivas. También dirigió los conciertos en el paseo de Drury Lane, en 1859, y fue director de los festivales de Sheffield en 1896 y 1899, y Cardiff en 1896.
Después de 1890, los conciertos de The Crystal Palace perdieron importancia. La música orquestal se podía escuchar en otras partes de Londres y la popularidad del palacio había desaparecido. Manns dirigió hasta la temporada de 1900-1901, concluyendo el 24 de abril. The Musical Times estimó que había llevado a cabo 12.000 conciertos de orquesta durante sus 42 años en The Crystal Palace.

### Últimos años
Manns se convirtió en ciudadano británico en mayo de 1894. Fue nombrado caballero en 1903 y falleció el 1 de marzo de 1907 en Norwood (Londres), días antes de su 82 cumpleaños. Fue enterrado en el cementerio de West Norwood.

## Vida personal
Manns se casó tres veces: su primera esposa murió en 1850 o 1851; su segunda mujer, Sarah Ann Williams, con quien tuvo una hija, murió en 1893; su tercera esposa, (Katharine Emily) Wilhelmina Thellusson (nacida en 1865 o 1866), con quien se casó el 7 de enero de 1897, le sobrevivió.